# Дзюбановський Ігор Якович
Ігор Якович Дзюбановський (нар. 18 лютого 1951, с. Ігровиця Тернопільського району Тернопільської області, Україна) — український вчений у галузі медицини, доктор медичних наук (1992), професор (1993), завідувач кафедри хірургії факультету післядипломної освіти Тернопільського національного медичного університету імені І. Я. Горбачевського. Заслужений діяч науки і техніки України (2015). «Людина року» на Тернопільщині (2007).

## Життєпис
Закінчив Тернопільський медичний інститут у 1974 році.
У 1980—1989 — асистент, 1989—1992 — доцент кафедри госпітальної хірургії. Від 1992 — завідувач кафедри хірургії факультету вдосконалення лікарів. Від 1994 — голова Тернопільського відділення Українського лікарського товариства. 1995—1998 — завідувач кафедри факультетської хірургії, від 1998 донині — завідувач кафедри хірургії факультету післядипломної освіти ТНМУ.
Голова Асоціації хірургів Тернопілля (від 2015).

## Наукова діяльність
Сфера наукових зацікавлень: геронтологія, хірургія виразкової хвороби.
Розробив методику визначення ступеня ризику операції у хворих похилого віку, оригінальний спосіб резекції шлунка при виразці в умовах хронічної дуоденальної непрохідності; міні-інвазивні методи лікування захворювань печінки, підшлункової залози, нирок.

## Доробок
Автор і співавтор понад 400 наукових і навчально-методичних праць; 37 патентів на винаходи, 18 раціоналізаторських пропозицій, співавтор 5 підручників, 4 монографій, 2 методичних рекомендацій, затверджених МОЗ України.
Підготував 3 доктори мед. наук, 20 кандидатів мед. наук.

### Окремі праці
- Хирургия осложненной язвенной болезни у больных старческого возраста // ВХ. — 1996. — № 6, (у співавторстві).
- Органозберігаючі оперативні втручання в хірургії виразкових пілородуоденальних стенозів // Шпитальна хірургія. — 1998. — № 1, (у співавторстві).
- Морфометрична та імуноморфологічна оцінка структурно-функціональних змін шлунка при виразковій хворобі // Шпитальна хірургія. — 1999. — № 3, (у співавторстві).
- Діагностично-лікувальний алгоритм при гострих шлункових кровотечах на ґрунті геморагічних гастритів // Шпитальна хірургія. — 2004. — № 4, (у співавторстві).
- Органощадні операції в хірургії виразкової хвороби шлунка // Acta Medica Leopoliensia. — 2005. — № 4, (у співавторстві).

## Нагороди
- Заслужений діяч науки і техніки України (2015)[2].
- «Людина року» на Тернопільщині (2007)[3]
- Подяка Прем'єр-міністра України (2017).[9]